# 城北川
城北川（しろきたがわ）は、大阪府大阪市内で寝屋川と大川（旧淀川）を結ぶ全長5,615 mの水路である。
旧：城北運河。

## 概要

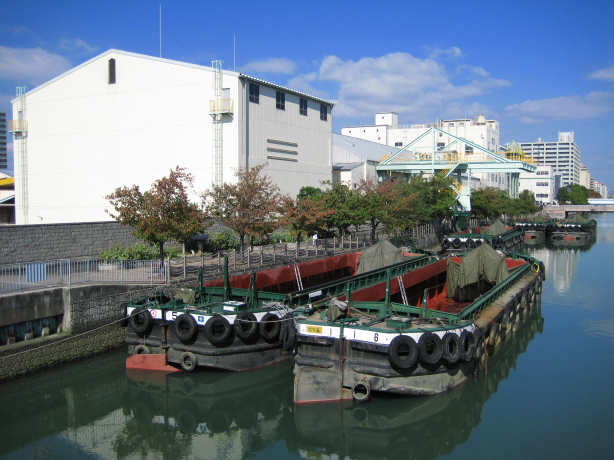
城北川沿いにある新光製糖本社工場前に係留されている艀

もとは水運を目的として掘削された運河である。1935年（昭和10年）4月に着工、1940年（昭和15年）12月に城北運河として竣工した。寝屋川との分岐部では城東運河（現：平野川分水路）と接続している。1985年（昭和60年）4月6日には城北川に名称が変更され一級河川に指定された。
大阪市旭区新森／関目から都島区毛馬町／友渕町の間は阪神高速12号守口線（東中宮橋以東は通称：森小路線）に覆われている。また川沿いには遊歩道が設けられている。
高度経済成長期には工業・生活排水の流入により水質汚濁が著しくなったことから、1966年度（昭和41年）度から改修工事が行われた。
大雨時、寝屋川口水門と大川口水門を開放し、寝屋川の洪水の一部を大川に導く放水路（バイパス水路）として活用される。そのときには、警告放送とサイレンが流される。

## 橋梁
大阪府
（以下城東区）寝屋川河口・古堤橋・南今福橋・新今福中橋・今福中橋・今福大橋・大喜橋・今福北橋・南菫橋・中菫橋・北菫橋・菫橋（以下旭区）・新森小橋・新森小路橋・（京阪電車）古市橋・城北橋・大宮小橋・東大宮橋・西大宮橋・旭江野橋・東中宮橋・西中宮橋・香蘭橋・西浪橋（以下都島区）・（おおさか東線）・赤川橋・大東橋・東友渕橋・友渕橋・桜花橋・春風橋・旧淀川（大川）河口